# Przedmieście Dalsze (gromada)
Przedmieście Dalsze – dawna gromada, czyli najmniejsza jednostka podziału terytorialnego Polskiej Rzeczypospolitej Ludowej w latach 1954–1972.
Gromady, z gromadzkimi radami narodowymi (GRN) jako organami władzy najniższego stopnia na wsi, funkcjonowały od reformy reorganizującej administrację wiejską przeprowadzonej jesienią 1954 do momentu ich zniesienia z dniem 1 stycznia 1973, tym samym wypierając organizację gminną w latach 1954–1972.
Gromadę Przedmieście Dalsze z siedzibą GRN w Przedmieściu Dalszym utworzono – jako jedną z 8759 gromad na obszarze Polski – w powiecie iłżeckim w woj. kieleckim, na mocy uchwały nr 13k/54 WRN w Kielcach z dnia 29 września 1954. W skład jednostki weszły obszary dotychczasowych gromad Przedmieście Dalsze i Przedmieście Bliższe ze zniesionej gminy Solec oraz Dziurków ze zniesionej gminy Dziurków w tymże powiecie; ponadto lasy państwowe nadleśnictwa Lipsko, oddziały nr 46 do 70. Dla gromady ustalono 17 członków gromadzkiej rady narodowej.
1 stycznia 1956 gromada weszła w skład nowo utworzonego powiatu lipskiego w tymże województwie.
31 grudnia 1961 do gromady Przedmieście Dalsze przyłączono wieś Słuszczyn ze znoszonej gromady Walentynów w tymże powiecie.
Gromadę zniesiono 1 stycznia 1969, a jej obszar włączono do gromad Solec (wsie Dziurków, Kalinówek, Przedmieście Bliższe i Przedmieście Dalsze) i Maruszów (wieś Słuszczyn).